# Pitcairnia longissimiflora
Pitcairnia longissimiflora là một loài thực vật có hoa trong họ Bromeliaceae. Loài này được Ibisch, R.Vásquez & E.Gross miêu tả khoa học đầu tiên năm 1999.